# Shirley Ballard
Marian Shirley Ballard (21 de septiembre de 1925 - 27 de octubre de 2012) fue una actriz, directora y guionista estadounidense que protagonizó una variedad de espectáculos y programas.

## Biografía
Ganó el concurso de belleza Miss California en 1944. Estuvo casada con Jason Evers  desde diciembre de 1953 hasta septiembre de 1966.

## Filmografía seleccionada
- Easter Parade as Showgirl (sin acreditar)
- It's a Great Feeling as Beautiful Girl on Bike (sin acreditar)
- The Fargo Phantom as Pat Condon (como Shirlee Allard)
- Tarzan and the Slave Girl
- The Second Woman as Vivian Sheppard
- The Desert Hawk as Naga
- Frenchie as Dealer (sin acreditar)
- Scandal Sheet as Telephone Operator (sin acreditar)
- Cop Hater as Alice Maguire
- Bonanza as Belle Trask (1 episodio)
- The Twilight Zone (1 episodio Person or Persons Unknown) as Wilma #1
- The Laughing Policeman as Grace Martin